# Miguel Llobet
Miguel Llobet Solés (Barcelona, 18 de octubre de 1878 - Barcelona, 22 de febrero de 1938) fue un guitarrista y compositor español. Su contemporáneo y pupilo, Andrés Segovia, llegó a ser mucho más famoso. A Llobet se le reconoce como un gran virtuoso de la guitarra; realizó numerosas giras de conciertos por Europa y América. Recientemente su música empieza a volver a tenerse en consideración gracias a la difusión de su obra por parte de guitarristas como Carles Trepat y Stefano Grondona.

## Biografía
Los detalles de su vida son confusos y contradictorios. Era hijo de un dorador y estudió arte, demostrando talento como pintor. Pintó durante toda su vida. Su primera formación musical fue con el violín y el piano. Más tarde recibió una guitarra como regalo de un tío suyo. En 1889 asistió a un recital de guitarra de Antonio Jiménez Manjón (1866-1919) en Barcelona, y esto le hizo que buscara enseñanza para aprender la guitarra, lo que hizo con Magín Alegre. 
En octubre de 1892 conoció al insigne Francisco Tárrega y tocó la guitarra ante él. Dos años más tarde, comenzó a estudiar con él en el Conservatorio Musical Municipal de Barcelona. Según contó, sus estudios con Tárrega parecían no estar basados en ninguna metodología concreta, sino que más bien se fijaba en cómo tocaba Tárrega y luego experimentaba en casa su técnica. "Così, più che impararla, io sperimentavo la mia tecnica sulla chitarra". ("De esta manera, más que aprenderla, experimentaba mi técnica con la guitarra") (Tonazzi 1996, 13-14).
Comenzó a dar conciertos en reuniones privadas en 1898. En 1900 conoció a Concepción Gómez de Jacoby, la protectora de Tárrega, que se convirtió también en su protectora y le ayudó a lanzar su carrera internacional. Su primer concierto público tuvo lugar en 1901 en el Conservatorio de Valencia. Durante ese mismo año, también tocó en los conservatorios de Sevilla y Málaga y, en este último, le concedieron el título de Professor honoris causa. También tocó en el Teatro de la Comedia de Madrid en 1902 y ante la familia Real española en 1903. 
Su primer concierto fuera de España fue en París en 1904, presentado por Ricardo Viñes, el notable pianista e intérprete de las obras de piano de Claude Debussy. Ésta fue la primera ocasión en que entró en contacto con la vanguardia artística francesa. París le acogió muy bien, ya que volvió para vivir allí durante 1905 dando conciertos en lugares tan prestigiosos como la Schola Cantorum de París, La Trompette y la Société Nationale de Musique. Según Ronald Purcell (Llobet 1989,
1: iii), vivió en París hasta 1910. Según el esbozo biográfico de Bruno Tonazzi (Tonazzi 1966, 12), volvió a París en 1910.
Según lo que sugiere Purcell, lo más probable es que se trasladara a vivir temporalmente a Buenos Aires en 1910. Estando allí tocó por toda Sudamérica, Centroamérica y el Caribe. Esta serie de giras las organizaron Domingo Prat, autor del Diccionario de Guitarristas (1933), Juan Anido (cuya hija, María Luisa Anido, sería más tarde alumna de Llobet y reconocida guitarrista a su vez) y Ruiz Romero de la editora Romero y Fernández. En 1912, realizó sus primeros conciertos en Estados Unidos, actuando en Boston, Filadelfia y Nueva York. Después volvió a París. Los años siguientes siguió dando conciertos en Europa y en particular en Bélgica y Holanda.
Durante 1913 y 1914 tocó por toda Alemania. Según Purcell, "Al estallido de la Primera Guerra Mundial, Llobet volvió a Buenos Aires," y continuó haciendo viajes por las Américas (Llobet 1989, 1: iv). Esto está en contradicción con la afirmación de Tonazzi de que "Allo scoppio della prima guerra mondiale torna in patria..." ("Al estallido de la Primera Guerra Mundial volvió a su patria...") (Tonazzi 1966, 12). El itinerario de sus conciertos de esa época parece haber estado dominado por actuaciones en las Américas, lo que parece confirmar la afirmación de Purcell. De todas maneras, hay que señalar que Purcell sugiere que Llobet estuvo en España hacia 1915, donde enseñó a su pupilo más importante, Andrés Segovia. 
La relación de Andrés Segovia como pupilo de Llobet es un tema de discusión en el mundo de la guitarra. La autobiografía de Segovia, escrita para el gran consumo en la cima de su carrera, le pinta como autodidacta. Menciona su búsqueda de consejos de Llobet durante un corto espacio de tiempo, pero Segovia es bastante claro sobre la ausencia de una influencia real de Llobet en su manera de tocar. Aunque a la edad de 22 años Segovia era mucho más que un neófito, era todavía suficientemente joven para continuar aprendiendo. De hecho, Purcell señala que "Segovia, cuyo estilo de actuación y técnica muestran los principios de Tárrega, recibió una influencia básica de Llobet... Esta influencia en el estilo se puede escuchar cuando se comparan las grabaciones de Llobet en Parlophone Electric (Chanterelle Historical Recordings CHR 001) con las grabaciones de Segovia en Angel, ZB 3896" (Llobet 1989, 1: ii).
Purcell indica además que a la edad de 22 años, Segovia tuvo lo que consideraba el único contacto directo con Tárrega, Llobet, en cuanto al refinamiento de su técnica y especialmente en cuanto a la música que tanto Tárrega como Llobet habían escrito y transcrito para guitarra..."(ibid.). La precisión de esta fecha (Segovia tendría 22 años en 1915) parece cuestionable. Una fotografía del entierro de Tárrega en 1915, muestra claramente a Segovia al pie del féretro, pero Llobet no aparece en la foto, y probablemente habría estado presente si hubiese estado en España en esa época. Puede ser que fuese dos años más tarde cuando Segovia estuvo trabajando con Llobet.
Se sabe que Llobet hizo al menos una prueba de grabación entre 1912 y 1917. Entre 1912 y 1914 hizo una gira por la Costa Este de Estados Unidos, y otra en 1917. El guitarrista Vahdah Olcott-Bickford, que vivía en Nueva York entre 1912 y 1923, escribió que "hizo una prueba de grabación en el laboratorio Bell en New Brunswick, Nueva Jersey, pero no quedó satisfecho del sonido" (Purcell 1993, 5). Esto no da peso a ninguna de las dos hipótesis sobre su residencia durante la guerra mundial, pero sí sugiere un interés temprano en la grabación.
Hasta que no aparezcan más datos sobre la residencia de Llobet durante la guerra, se puede tomar como hipótesis que residió en Buenos Aires durante esos años. Se sabe que fue en esta ciudad, en 1923, cuando comenzó a enseñar a María Luisa Anido (1907-1997). María Luisa Anido era la hija de Juan Anido, uno de los protectores que le habían facilitado sus primeros conciertos en Sudamérica. En 1925, Llobet realizaba dúos con María Luisa Anido y, según Purcell, hacia 1930 "grabaron algunos de los arreglos para dúos para la casa Odeon-Parlophone, distribuida por Decca Records. Estas grabaciones siguieron a la serie de solos grabados por Llobet en la serie Parlophon/Electric en Barcelona" (Llobet 1989, 1: iv). Estas fueron las primeras grabaciones electroacústicas de guitarra clásica.
Estas grabaciones se han reproducido en CD, pero la breve historia de la grabación en el texto de acompañamiento (Purcell 1993) no ayuda a saber mucho sobre la historia de las grabaciones de Llobet. Las grabaciones en solo, por ejemplo, se supone que fueron realizadas hacia 1925, pero proceden de dos fuentes diferentes: la grabación de Argentina/Odeon y la anterior de Barcelona/Parlophon. Incluso escuchándolas sin atención se aprecia la diferencia en la tecnología de grabación, lo que hace difícil aceptar que se hicieran el mismo año. En respuesta a una pregunta, Purcell indicó que "A Llobet no le importaban los resultados de la grabación acústica (para fonógrafo o gramófono) de 1915 y solo grababa electrónicamente (con micrófono y amplificador).... Sus grabaciones fueron realizadas en 1925 y, más tarde, con María Luisa Anido" (Purcell 2001).
En 1920-1921 tocó en España y realizó una gira por Alemania, tocando en Múnich, Leipzig, Dresde, Colonia y Stuttgart. En 1924 volvió a hacer una gira por Alemania y Austria, y realizó conciertos en las Américas en 1925. Volvió de nuevo a las Américas en 1930 para tocar en el Spanish Arts Festival, bajo los auspicios de la Biblioteca del Congreso de los Estados Unidos. El violinista Antonio Bossa le recomendó y le contrataron para tocar seis solos, y para adaptar y tocar las Siete Canciones Españoles de Manuel de Falla con la soprano Nina Koshetz. 
Realizó otra nueva gira por Europa en 1930-1931, tocando en Londres, Berlín, Hamburgo, Múnich, Viena, Budapest y Bolonia entre otros lugares. 
De 1932 a 1934, enseñó al joven vituoso cubano José Rey de la Torre en su casa de Barcelona. Parece que no dio muchos conciertos en esa época, pero mantuvo sus contactos artísticos. Rey de la Torre dice: "Cuando yo llegué a Barcelona en 1932, Llobet se había retirado de los escenarios prácticamente. Durante los tres años que estuve allí, salió de la ciudad solamente una vez para una gira de un mes por Escandinavia" (Rey de la Torre 1985, 24).
Parece que tuvo un retiro de la escena como recogido, encontrándose con algunos artistas influyentes en su gran piso de la Vía Layetana n.º 46, en Barcelona. Se sabe que Manuel de Falla le visitaba siempre que iba a Barcelona y también eran frecuentes las visitas de Emilio Pujol. Rey de la Torre, su pupilo, pudo ser el más asiduo visitante y escribió que "Llobet no tenía muchas visitas..." (ibid). Parece que sí iba frecuentemente a conciertos, al Palau, situado cerca de su casa. 
Murió de una pleuresía en Barcelona el 22 de febrero de 1938, durante la guerra civil española. 
Su obra completa fue publicada por el Profesor Ron Purcell en Chanterelle Verlag.

## Alumnos notables
- María Luisa Anido
- Fred Mulders
- José Rey de la Torre
- Andrés Segovia

## Legado instrumental

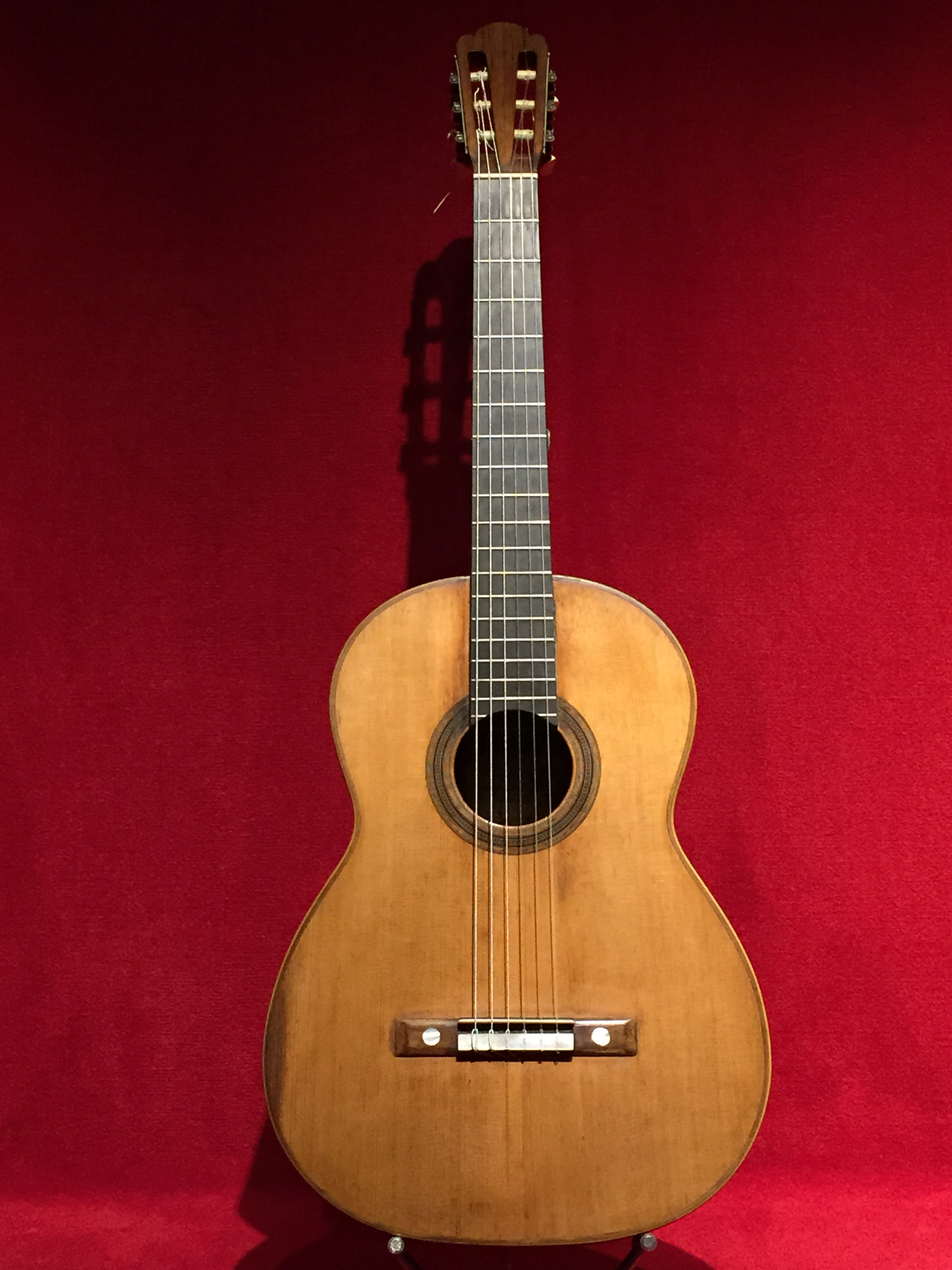
Guitarra de Antonio de Torres, MDMB 626, tocada habitualmente por Miguel Llobet

En el Museo de la Música de Barcelona se conservan 18 guitarras del músico, que su hija donó en el año 1953. De todas ellas, destaca la que utilizó en concierto a lo largo de toda su vida, construida por Antonio de Torres.

## Grabaciones Históricas 1925-1929
- Julián Aguirre: Huella*
- Isaac Albéniz: Evocación*
- Johann Sebastian Bach: Sarabande [2 takes].
- Napoléon Coste: Etude op.38 no.21 [2 takes].
- Miguel Llobet: El Testament d'Amelia, La Filla del Marxant, Plany, El Mestre.
- Felix Mendelssohn: May Breezes*.
- Manuel M. Ponce: 2 Canciones Mexicanas.
- Pedro M. Quijano;: Estilo Popular Criollo.
- Fernando Sor : Andantino op.2 no.3, Estudio op.35 no.2, Minueto op.11, no.12.
- Rogelio del Villar: Canción Popular Leonesa [Canción del Ladrón]

(* Dúos con María Luisa Anido).
Editor: Chanterelle, 1990

## Lista de Obras

### Composiciones originales
- Romanza
- Estudio en Mi mayor
- Estudio Capricho en Re mayor
- Mazurka
- Variaciones sobre un tema de Fernando Sor
- Scherzo-Vals
- Preludio Original
- Preludio en Re mayor
- Respuesta-Impromtu
- Preludio en La mayor
- Preludio en Mi mayor
- Preludio
- Estilo.

### Canción popular
- El Noi de la Mare
- Plany
- La Filla del Marxant
- El Testament d'Amelia
- Cançó del Lladre
- Lo Rossinyol
- Lo Fill del Rei
- L'Hereu Riera
- El Mestre
- La Filadora
- La Presó de Lleida
- La Nit de Nadal
- La Pastoreta
- Leonesa
- Estilos populares argentinos nos. 1 & 2.

### Transcripciones

#### Solos de guitarra
- Isaac Albéniz: Cádiz, Oriental, Sevilla, Torre Bermeja y Córdoba (inédita)
- Enrique Granados: Danzas Españolas n.º 5, 7 y 10, Dedicatoria, La Maja de Goya.
- Joaquín Valverde: Clavelitos.

#### Dúos de guitarra
- Isaac Albéniz: Rumores de la Caleta, Castilla, Bajo la palmera, Evocación.
- Louis-Claude Daquin: Le Cou Cou.
- Enrique Granados: Danzas Españolas n.º 6 y 11.
- Eduardo López-Chávarri: Leyenda del castillo moro.
- Felix Mendelssohn: Romanzas sin palabras n.º 20 y 25.
- Wolfgang Amadeus Mozart: Minueto de la Sinfonía n.º 39.
- Piotr Ilich Chaikovski: Humoresque, op.10 n.º 2.

### Obras compuestas para Miguel Llobet
- Manuel de Falla: Homenaje ante la tumba de Claude Debussy.

## Discografía
- Lorenzo Micheli: Miguel Llobet - Complete guitar music. Editor:[Hong Kong]: Naxos Music Library, [2004] OCLC 57732810